# Падма Лакшмі
Падма Лакшмі (Падма Парваті Лакшмі, леді Рушді, англ. Padma Parvati Lakshmi, Lady Rushdie; 1 вересня 1970, Ченнай, Індія) — американська модель індійського походження, акторка, телеведуча.

## Біографія
У дитячому віці Падма емігрувала до США.
Падма була єдиною дитиною від шлюбу своїх батьків. Батьки розлучились через рік після її народження. Обоє батьків пізніше створили нові родини і у Падми є молодший зведений брат і молодша зведена сестра.
У 1984 році, в 14-річному віці, Падма потрапила до автомобільної аварії. Вона отримала перелом стегна і відкритий перелом правої руки, в результаті чого у неї залишився 18-сантиметровий шрам між ліктем і плечем.
Падма Лакшмі навчалася в середній школі у місті Лос-Анджелес.
У 1992 році Падма закінчила Університет Кларка у Вустері, штат Массачусетс, США, де отримала звання бакалавра з відзнакою за напрямком театральне мистецтво.

## Кар'єра
Кар'єра Лакшмі почалася в 16 років. Вона була першою відомою індійською моделлю, що працювала в Парижі, Мілані та Нью-Йорку. Падма співпрацювала з такими брендами як Emanuel Ungaro, Ralph Lauren, Alberta Ferretti, Roberto Cavalli і Versus. Вона з'являлася на обкладинках багатьох журналів, у тому числі на обкладинці журналу Cosmopolitan. Крім модельного бізнесу, Падма Лакшмі знімається у кіно та бере участь у різноманітних телешоу.

## Приватне життя
З 2004 по 2007 рік Падма Лакшмі була одружена з британським письменником Салманом Рушді.
20 лютого 2010 року Падма Лакшмі народила доньку Крішну Тею Лакшмі. Батьком є Адам Делл венчурний капіталіст, брат Майкла Делла, який є засновником компанії Dell.

## Фільмографія
| Рік  | Назва               | Оригінальна назва                                      | Роль            |
| ---- | ------------------- | ------------------------------------------------------ | --------------- |
| 1998 |                     | Il figlio di Sandokan                                  |                 |
| 1999 | Пірати              | Caraibi                                                | Малінке         |
| 2000 |                     | Linda e il brigadiere (TV series) Il fratello di Linda | Індійська жінка |
| 2001 | Блиск               | Glitter                                                | Сілк            |
| 2002 | Ентерпрайз (серіал) | Enterprise (TV series) episode: Precious Cargo         | Кайтаама        |
| 2003 |                     | Boom                                                   | Шіла Бардез     |
| 2005 | Принцеса спецій     | The Mistress of Spices                                 | Гіта            |
| 2006 | Десять заповідей    | The Ten Commandments                                   | Принцеса Бісія  |
| 2006 |                     | Sharpe's Challenge                                     | Мандхувантхі    |